# Centralpostbygningen

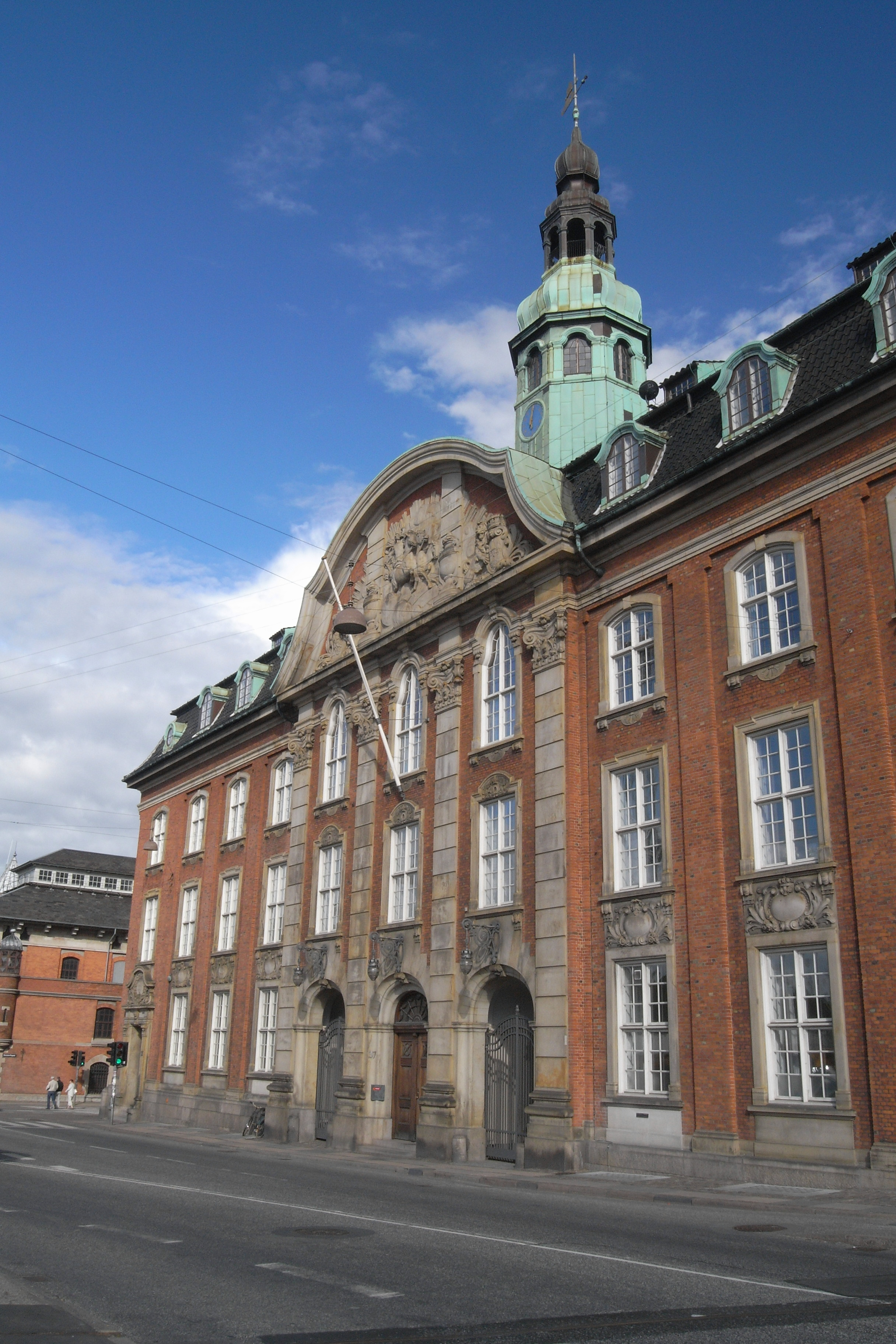
Centralpostbygningen – Fassade zur Tietgensgade

Das Centralpostbygning in Kopenhagen ist der Verwaltungssitz der Post Danmark.

## Geschichte
Das Gebäude wurde am 22. September 1912 eingeweiht und befindet sich an der Tietgensgade Ecke Bernstorffsgade. Der vorherige Hauptsitz in der Købmagergade war mittlerweile für das laufende Geschäft zu klein geworden. Die unmittelbare Nähe des neuen Centralpostbygning zum Hauptbahnhof Kopenhagen war der Tatsache geschuldet, dass zur Erbauungszeit der Zug Haupttransportmittel der Post und die Post mithin größter Kunde der Danske Statsbaner geworden war. Die Abgelegenheit und Dimensionierung des neuen Sitzes führte jedoch zu kritischen Pressestimmen. Heinrich Wenck war sowohl Architekt des im selben Zeitraum errichteten Hauptbahnhofes als auch des Postgebäudes. Letzteres entwarf Wenck mit Hinblick auf ein weiter zunehmendes Geschäftsaufkommen. Der einstige Postschalter ist mittlerweile außer Betrieb genommen.

## Architektur
Der vordere Gebäudeteil ist als Vierflügelanlage konzipiert, deren Vorderhaus mit der Schauseite an der Tietgensgade gelegen ist. Der rechte Flügel wurde verlängert und mündet in ein T-förmiges Gebäudeteils. Die eine Hälfte dieses Ts und das Hinterhaus der Vierflügelanlage umfassen einen Hof, der durch einen einstöckigen Flügel an der Bernstorffsgade geschlossen wird.
Der Bau verfügt bis auf den eben erwähnten Flügel über drei Stockwerke sowie über ein unterirdisches Geschoss, von wo dereinst ein Tunnel zum Hauptbahnhof führte. Die Fassade an der Tietgensgade weist eine Länge von 48 Metern auf, der drei- und einstöckige Seitenflügel an der Bernstorffsgade zusammen 115 Meter.
Das Centralpostbygning ist in einem neobarocken Palaisstil gehalten. Auf einem Granitsockel folgen rote Backsteinmauern. Das Mansarddach besteht aus schwarzglasierten Ziegeln mit kupfergedeckten Mansarden. Ebenfalls kupfergedeckt ist der mittig platzierte Turm des Vorderhauses. Neben den Innenhöfen verweist vor allem die Schauseite an der Tietgensgade auf französische Adelspaläste des 17. Jahrhunderts. Sie verfügt über einen drei Fensterachsen breiten Mittelrisaliten, dessen vier Pilaster aus Sandstein sind. Zudem sind auch die Giebelornamente, das Hauptgesims sowie die Tür- und Fenstereinfassungen aus Sandstein. Im Risalitteil befinden sich drei Portale, über jedem eine Laterne. An den jeweils äußersten Fensterachsen findet sich ein weiteres Portal.
Zu seiner Einweihung verfügte das Bauwerk über eine als luxuriös bewertbare Innenausstattung: Teakholz- und Mahagoniausschmückungen, Zentralheizung und Elektrizität in allen Räumen sowie Toiletten mit Wasserspülung. Die Bauzeit betrug drei Jahre und die Kosten beliefen sich auf 2,5 Millionen Kronen (entsprechen 2012 über 140 Millionen Kronen).
Kulturarvsstyrelsen bewertete 2002 das Centralpostbygning aufgrund zahlreicher Innenumbauten nicht als Denkmal, dennoch wurde das Gebäude von der Behörde auf der 2010 initiierten Website 1001 fortællinger om Danmark, die das dänische Kulturerbe erfasst, mit einem Eintrag bedacht.

## Briefmarken
Anlässlich der Gebäudeeinweihung gab die dänische Post 1912 ihre „erste eigentliche Sonderbriefmarke“ („første egentlige særfrimærke“) mit dem Gebäude als Motiv heraus. Zur Hundertjahrfeier wurde eine Acht-Kronen-Briefmarke veröffentlicht, die ebenfalls das Gebäude jedoch aus einer abweichenden Perspektive zeigt.